# Cook-szigeteki dollár
A Cook-szigeteki dollár a Cook-szigetek törvényes pénzneme. 1967-ig az új-zélandi font volt forgalomban, ezután jelent meg az új-zélandi dollár. 1972-től készítettek külön a Cook-szigetek számára érméket. Az első bankjegyek 1987-ben jelentek meg. A váltópénze a cent (1 dollár 100 centre oszlik), bár néhány 50-centes érmén az 50 tala értékjelzés olvasható. A Cook-szigeteki dollár 1:1 arányban az új-zélandi dollárhoz van kötve.

## Fordítás
Ez a szócikk részben vagy egészben  a   Cook Islands dollar című angol Wikipédia-szócikk fordításán alapul.  Az eredeti cikk szerkesztőit annak laptörténete sorolja fel. Ez a jelzés csupán a megfogalmazás eredetét és a szerzői jogokat jelzi, nem szolgál a cikkben szereplő információk forrásmegjelöléseként.